# Factor promotor de la maduración
El factor promotor de la maduración (MPF, por sus siglas en inglés: Maturation Promoting Factor) es una proteína heterodimérica que promueve los ciclos celulares de la mitosis y la meiosis. Está compuesta por ciclina B o ciclina A y una quinasa dependiente de la ciclina. Bajo la influencia del MPF, la célula sale del estado G2 del ciclo celular y procede a la división celular por medio de la fosforilación de múltiples proteínas requeridas para la mitosis. La MPF es activada por una fosfatasa al final de G2.